# Roc de Sant Joan

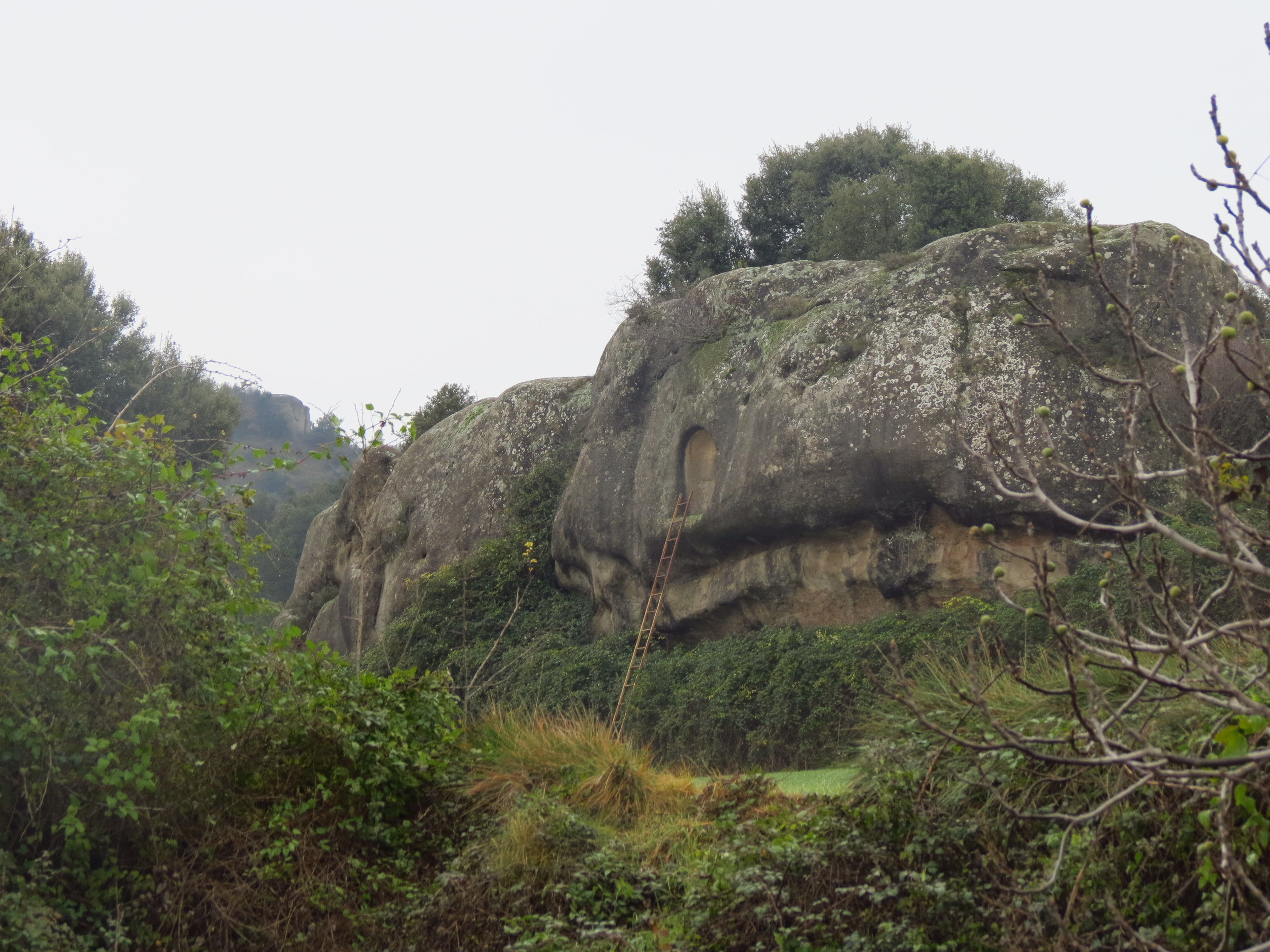
Roc de sant Joan

El Roc de Sant Joan és una gran roca on es va excavar un petit oratori en forma de fornícula amb una imatge de fusta que representa Sant Joan Baptista. És una petita cova construïda per tres arcs de mig punt formant una arquivolta, situada a Sant Joan de Montdarn, municipi de Viver i Serrateix (Berguedà) i que és venerat des de l'antiguitat com a lloc de culte a aquest sant. És inclosa en l'Inventari del Patrimoni Arquitectònic de Catalunya.

## Descripció
Situat a 100 m al sud de l'església de Sant Joan de Montdarn, en un aflorament rocós entre els camps i el bosc, es tracta d'una fornícula excavada a la roca, a uns 4 metres d'alçada de l'actual nivell dels camps, orientada a l'est, i que consisteix en tres arcs de mig punt que van disminuint progressivament de mida, a mesura que es van endinsant a la pedra formant entrants. A l'interior hi ha una petita imatge de fusta del segle xv, bastant malmesa per la intempèrie, que representa Sant Joan. Cada any, per la festivitat de Sant Joan, el 24 de juny, dia de la festa major de Sant Joan de Montdarn, els veïns fan una processó cap al Roc de Sant Joan: s'ofereix al sant, d'una manera simbòlica, els fruits de la terra i es canten els Goigs del Patró.
En el pla dreçat entre el primer arc obert a l'exterior i el segon arc de la fornícula, a cada banda de l'arc, unes falses impostes formades per tres bordonets paral·lels. De la mateixa manera, al segon arc el ressegueix un bordó del mateix tipus. Amb la mateixa tècnica d'un petit ressalt en relleu, s'observa a cada costat de l'arc i a uns 20 cm per sobre de les impostes, una flor de sis pètals inscrita en un cercle. Aquest és un element decoratiu que té una gran difusió en el temps i l'espai, ja que es pot trobar en esteles funeràries tardo-romanes a la Vall d'Aran, en esteles discoïdals catalanes baix-medievals i modernes, o com a motiu decoratiu en l'art popular. Segons Eduard Riu, podia tenir un caràcter astral, ja que fa pensar en la significació del sol i de la lluna que moltes vegades apareixen a banda i banda d'una representació sagrada com a símbols de l'espai celeste i del més enllà. Els dos darrers nínxols tenen la base uns 15 cm més alta que el primer. Al tercer entrant és on hi ha la petita imatge de fusta del segle xv, que ha sofert molt greument els efectes de la intempèrie, i per aquest motiu el personatge seria difícil d'identificar, però la devoció popular hi venera la figura de Sant Joan. Uns encaixos de biga tallats a la roca, als costats superiors de l'obertura, i un petit regueró de desguàs picat a la pedra fan suposar que antigament hi havia hagut una lleugera estructura adossada.
A la part superior de la penya hi ha excavada una cisterna i al seu darrere, en el camp que està a aquest nivell, es podien recollir alguns fragments de ceràmiques grises alto-medievals. Una mica més amunt, i ja entre la vegetació que hi ha crescut i n'impedeix l'accés, unes restes de parets molt enrunades indiquen l'existència d'un hàbitat antic.

## Història
Eduard Riu suggereix que aquest element es pot relacionar amb la cristianització del camp català a l'alta edat mitjana, juntament amb altres rocs (penyes aïllades de certes dimensions) que es veneren al mateix municipi, com són el Roc de Sant Narcís a Viver i el Roc de Sant Urbici a Serrateix. No obstant això, caldria aprofundir els estudis per escatir si es tractava de santuaris pagans que la cristianització va transformar o si, en el cas del roc de Sant Joan, era un eremitori i, per tant, construït ja amb una concepció cristiana.
La datació és molt dificultosa, però s'estima que ha de ser entre els segles II-III i el segle vii, i en tot cas mai posterior al segle X dC.
La primera referència escrita que documenta l'existència del lloc data de l'any 922. Es tracta de l'acte de consagració de l'església amb una petita comunitat canonical de sacerdots, feta pel bisbe Radulf d'Urgell, a petició de l'abadessa Emma de Sant Joan de les Abadesses. Ara bé, hi ha indicis que el lloc ja devia ésser habitat abans, i el culte a Sant Joan podria ser anterior, com indicaria la referència ≪villa que vocant sancti Iohannis Antiquitatis≫, o "Sant Joan de l'antiguitat". Alguns estudiosos indiquen que podria haver-hi hagut vida eremítica en època visigòtica (segles VI-VII). El monestir es va suprimir en el segle xi i Sant Joan va quedar com a simple parròquia.